# Dinapate wrightii
Dinapate wrightii är en skalbaggsart som beskrevs av Horn 1886. Dinapate wrightii ingår i släktet Dinapate och familjen kapuschongbaggar. Inga underarter finns listade i Catalogue of Life.

## Bildgalleri

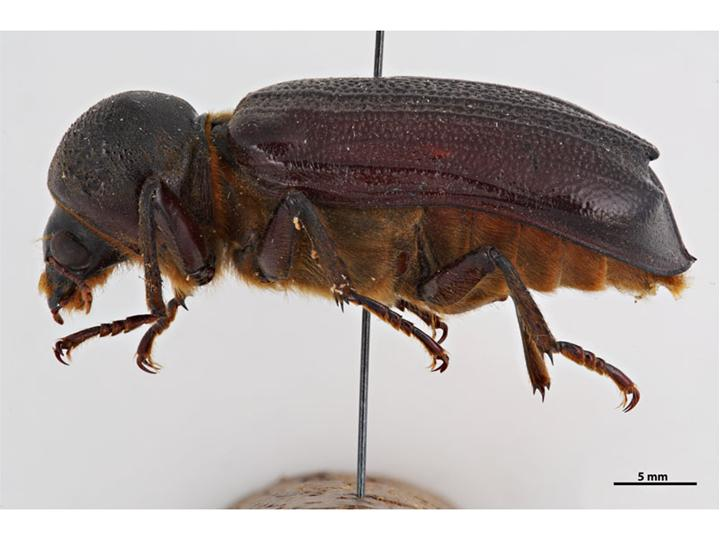